# 김화초등학교
김화초등학교는 대한민국 강원특별자치도 철원군에 있는 초등학교다.

## 학교 연혁
- 1954.12.30 학포국민학교 설립인가
- 1955.06.10 김화국민학교로 개명
- 1996.03.01 김화초등학교로 개칭
- 2000.12.30 새학교문화창조 실천 우수학교 교육감 표창
- 2003.11.27 흡연예방교육 우수학교 교육감 표창
- 2006.12.20 제5회 꿈을 키우는 으뜸교육 교육감 표창
- 2007.12.20 학교평가 최우수학교 교육감 표창
- 2009.11.24 행복한 학교 가꾸기 우수학교 선정 장려상 수상
- 2010.10.23 제1회 전국초등학교 무용 경연대회 장려상 수상
- 2013.01.09 육군 제6979부대와 자매결연 체결
- 2013.03.04 제24대 김복실 교장선생님 취임
- 2014.02.18 제59회 8명 졸업(총 1,805명)